# Stéphanie Murat
Pour les articles homonymes, voir Murat.
Stéphanie Murat est une actrice, réalisatrice et scénariste française, née le 24 août 1966 à Paris 16e. Elle est la fille du metteur en scène Bernard Murat.

## Biographie
Elle est née le 24 août 1966. Son premier long métrage, Victoire avec Sylvie Testud, sort en décembre 2004 et reçoit le prix de la jeunesse « Ciné Cinéma » au festival de Sarlat. Toujours avec Sylvie Testud, dont Stéphanie Murat dit qu'elle est « sa muse »[réf. nécessaire], elle avait déjà réalisé en 2001 un court métrage Ce qui compte pour Mathilde et un autre d’après un texte de Marguerite Duras en 2011, Marguerite ou la Vie tranquille.
En 2010, elle photographie Stéphane Foenkinos sous les traits de différentes femmes de lettres. Ces portraits donnent lieu, en 2011, à une exposition intitulée 55 écrivaines qui se déroule à la galerie Dupin, à Paris. Une autre Exposition sur " 55 femmes politiques " suivra quelques années plus tard, avec la même équipe et remporte un grand succès.
En 2013, elle réalise Max avec JoeyStarr, Mathilde Seigner et Jean-Pierre Marielle. Elle reçoit le prix du public pour le meilleur film au festival de Sarlat[réf. nécessaire]. `
Pour la télévision, elle tourne aussi comme comédienne pour Arte sous la direction de Gilles Bannier dans la série Paris, diffusée en 2014.
Et toujours sous la direction de Gilles Bannier, elle tourne dans son premier long métrage cinéma  "Arrêtez-moi là"  aux côtés de Reda Kateb.
Comme co-scénariste, elle participe à l'écriture du film d'Orelsan "Comment C'est Loin"  sorti en décembre 2015.
Elle réalise à partir de 2018 une collection de 4 unitaires avec Éric Cantona pour France Télévision "Le Voyageur ", qui réunissent en moyenne de 6 millions de téléspectateurs pour France télévision..
En 2019 elle publie son premier roman aux éditions Stock  "Même pas moi."
Pour TF1, en 2020 elle réalise la série "Mensonges" avec Audrey Fleurot et Arnaud Ducret qui obtient le "prix du Public" à la Rochelle.
Toujours pour TF1, elle réalise 4 épisodes de la série "Lycée Toulouse-Lautrec "qui option le prix de la "meilleure série" du festival de La Rochelle en 2022.
Puis elle retrouve Éric Cantona et réalise Le Colosse aux pieds d'argile pour TF1,  qui obtient "le grand prix du meilleur unitaire » »Meilleur acteur » dans un second rôle, au Festival TV de Luchon en février 2023. Puis le film remporte deux prix au Monaco Film Festival, celui du "meilleur film" et le" prix spécial du jury". Il remporte ensuite trois prix au Seoul Drama Award 2023, "meilleur scénario", "meilleur Réalisatrice", "Grand prix du jury". Puis elle remportre  le prix du "Best Moovie" aux International Drama Awards a Londres. Ainsi que le « Prix Media » Enfance majuscule 2024.
Le film le "Colosse aux pieds d'argile" remporte au total 8 prix et sera vu par plus de 5 millions de téléspectateurs.
En septembre 2023, elle retrouve JoeyStarr et réalise la mini-série de 6 épisodes Le remplaçant  saison 2 pour TF1 puis en 2024 la saison 3.
Pour avoir dirigé, entre autres, Amira Casar, Richard Borhinger, Alain Fromager, Mathilde Seigner, Jean-Pierre Marielle, JoeyStarr, Zinedine Soualem, Sylvie Testud, Pierre Arditti, Aurore Clément, Fred Testot, Natacha Lindinger, Éric Cantona, Philippe Rebbot, Audrey Dana, Samy Seghir, Rachida Brakni, Lio, Anne Benoit, Lubna Azabal, Florence Thomassin, Denis Lavant, Élodie Fontan, Salim, kechiouch, Florence Loiret-Caille, Benjamin Belcourt, Audrey Fleurot, Arnaud Ducret, Anne Azoulay, Julie Debazac, Françoise Fabian, Anne Suarez, André Marcon, Aure Atika, Alix Poisson, Eric Caravaca, Claire Nadeau, Catherine Samie, Stephane De groot, Francois Berleand, Valerie Karsenti, Bruno Salomon, Clémentine Celarié, Sebastien Chassagne, ou encore Felix Kysyl , sa passion reste indéniablement les acteurs.

## Filmographie

### Actrice

#### Cinéma
- 1991 : La Contre-allée d'Isabel Sebastian : Lola
- 1991 : Les Nuits fauves de Cyril Collard : ?
- 1994 : Boulevard Macdonald de Melvil Poupaud : ? (court métrage)
- 1995 : Les Misérables du XXe siècle de Claude Lelouch : ?
- 2001 : J'ai faim !!! de Florence Quentin : la deuxième vendeuse
- 2002 : Vingt-quatre Heures de la vie d'une femme de Laurent Bouhnik : la femme de service
- 2004 : Ils se marièrent et eurent beaucoup d'enfants d'Yvan Attal : Géraldine
- 2005 : Une majorette peut en cacher une autre de Lola Doillon : la mère (court métrage)
- 2006 : Ce que je vous dois : la belle-fille (court métrage)
- 2006 : Une histoire de pieds de David et Stéphane Foenkinos : la femme aux pieds nus (court métrage)
- 2009 : LOL de Lisa Azuelos : Cathy
- 2014 : Une rencontre de Lisa Azuelos : Valérie
- 2015 : Arrêtez-moi là de Gilles Bannier : Me Laferrière
- 2018 : Christ(off) de Pierre Dudan : Marie

#### Télévision
- 1986 : Le Rire de Caïn de Marcel Moussy : ?
- 1987 : L'Heure Simenon, épisode Strip-tease de Michel Mitrani : Ketty
- 1987 : Tailleur pour dames de Yannick Andréi : Yvonne Moulineaux
- 1990 : Les Mouettes de Jean Chapot : Berthe
- 1990 : V comme vengeance, épisode Vol d'enfants de Luc Béraud : Charlotte
- 1993 : Tailleur pour dames d'Emmanuel et Bernard Murat : ?
- 1996 : Je m'appelle Régine de Pierre Aknine : Toba
- 1997 : La Famille Sapajou d'Élisabeth Rappeneau : Erika
- 1998 : Les Cordier, juge et flic, épisode Rangée des voitures de Pierre Sisser : l'infirmière
- 2000 : Le Jamel Swow (Canal+) : ?
- 2015 : Paris de Gilles Bannier : Noémie Lanvin
- 2016 : Capitaine Marleau, épisode Les Mystères de la foi de Josée Dayan : la femme de chambre
- 2017-2018 : Tunnel (saison 3) de Gilles Bannier : Marissa
- 2018 : Plan cœur de Noémie Saglio et Renaud Bertrand : Audrey Payette (saison 1) et ( saison 2)

### Réalisatrice

#### Longs métrages
- 2004 : Victoire
- 2013 : Max

#### Séries et téléfilms
- 2017 : Tensions sur le Cap Corse
- 2018 : Sam, saison 3 (épisodes 17 à 20)
- 2019-2020-2021 : Le Voyageur (épisodes 1 à 4)
- 2020 : Meurtres en Pays cathare
- 2021 : Mensonges (TF1) (épisodes 4 à 6)
- 2021 : Le Colosse aux pieds d'argile (TF1)
- 2022 : Lycée Toulouse-Lautrec (TF1) (mini-série, épisodes 3 à 6)
- 2023 : Le Remplaçant  Saison 2 (TF1) (mini-série 6x52)

#### Courts métrages
- 2001 : Ce qui compte pour Mathilde
- 2012 : Marguerite ou la vie tranquille
- 2015 : Samedi soir (Talent Cannes 2015)

#### Clips et vidéos
- 2005 : L'Insoumise de Daphné
- 2005 : De l'autre côté de Daphné
- 2006 : Bonus DVD Cinéma Paradis de Shirley et Dino

### Scénariste
- 2004 : Victoire, coécrit avec Gilles Laurent
- 2011 : Beau comme un camion, coécrit avec Vincent Cappello, Lisa Azuelos et Éric Lavaine
- 2011 : Max, coécrit avec Vincent Cappello
- 2012 : Il me dit que je suis belle, coécrit avec Vincent Cappello
- 2015 : Comment c'est loin, coécrit avec Orelsan et Christophe Offenstein

## Doublage
Sources : AlloDoublage, Planète Jeunesse et Doublage Séries Database

### Cinéma

#### Films
- Nicole Kidman dans :
  - Billy Bathgate (1992) : Drew Preston
  - Prête à tout (1995) : Suzanne Stone Maretto
  - Batman Forever (1995) : Chase Meridian
  - Les Ensorceleuses (1998) : Gillian Owens

- Laura Linney dans :
  - Congo (1995) : Dr Karen Ross
  - Peur primale (1996) : Janet Venable

- Fairuza Balk dans :
  - American History X (1998) : Stacey
  - Waterboy (1998) : Vicki Vallencourt

- Tori Spelling dans :
  - Scream 2 (1997) : elle-même
  - Scary Movie 2 (2001) : Alex Monday

- 1989 : Une saison blanche et sèche : Suzette Du Toit (Susannah Harker)
- 1990 : Chucky, la poupée de sang : Kyle (Christine Elise)
- 1991 : Backdraft : Jennifer Vaitkus (Jennifer Jason Leigh)
- 1992 : La Nuit déchirée : Tanya Robertson (Mädchen Amick)
- 1994 : La Surprise : V (Melanie Griffith)
- 1995 : Assassins : Electra (Julianne Moore)
- 1996 : Jack : Mlle Marquez (Jennifer Lopez)
- 1998 : Meurtre parfait : Emily Bradford Taylor (Gwyneth Paltrow)
- 1998 : The Big Lebowski : Bunny Lebowski (Tara Reid)
- 1999 : Coup de foudre à Notting Hill : Honey (Emma Chambers)
- 2000 : American Girls : Isis (Gabrielle Union)
- 2000 : Scary Movie : Gail Hailstorm (Cheri Oteri)
- 2001 : Les Visiteurs en Amérique : Amber (Bridgette Wilson-Sampras)
- 2002 : Chicago : Mary Sunshine (Christine Baranski)

#### Films d'animation
- 1986 : Dragon Ball : La Légende de Shenron : Pasta
- 1988 : Dragon Ball : L'Aventure mystique : Lunch et Upa

### Télévision

#### Téléfilm
- 1990 : Psychose 4 : Holly (Sharen Camille)

#### Séries télévisées
- Tori Spelling dans :
  - Beverly Hills 90210 (1990-2000) : Donna Martin
  - Melrose Place (1992) : Donna Martin (saison 1, épisodes 1 et 2)
  - Couleur Pacifique (1996) : Jill (épisode 7)

- 1979-1986 : Drôle de vie : Nancy Olson (Felice Schachter (en)) (19 épisodes)
- 1984-1987 : Charles s'en charge : Gwendolyn Pierce (Jennifer Runyon (en)) (18 épisodes)
- 1987-1988 : Metalder : voix additionnelles
- 1988 : Dallas : Laurel Ellis (Annabel Schofield) (1re voix)
- 1989 : Dynastie : Phœnix Chisolm (Lezlie Deane (en)) (saison 9)
- 1995-1996 : Friends : la fausse Monica (Claudia Shear (en)) (saison 1, épisode 21) et Julie (Lauren Tom) (7 épisodes)
- 1995-2004 : Urgences : Diane Leeds (Lisa Zane) (saison 1) et Dr Kerry Weaver (Laura Innes) (1re voix, saisons 2 à 10)
- 1998 : Dawson : Nina (Melissa McBride) (saison 1, épisode 9)
- 1998-1999 : V.I.P. : Maxine de la Cruz (Angelle Brooks (en)) (1re voix, saison 1)
- 1998-2002 : Ally McBeal : Nelle Porter (en) (Portia de Rossi) (89 épisodes)
- 1999-2002 : Farscape : Gilina Renaez (Alyssa-Jane Cook) (4 épisodes)

#### Télé-réalité
- 2007-2012 : La Nouvelle Vie de Tori Spelling : Tori Spelling

#### Séries d'animation
- 1985[6] : Dan et Danny : Danny
- 1988-1991 : Saint Seiya : Shaina (voix de remplacement) et Aphrodite
- 1988 : Galaxy Express 999 : Emeraldas et la reine Eglantine
- 1989 : La Tulipe noire : Mathilde
- 1989 : Super Mario Bros. : Princesse Toadstool
- 1990-1992 : Sophie et Virginie : Mireille
- 1991 : Omer et le fils de l'étoile : Stella
- 1991-1992 : Dragon Ball Z : Bulma et Chichi (voix de remplacement pour les 2 - notamment dans les épisodes 43 à 45)
- 1992 : Patlabor : Élodie
- 1994 : Fly / Dragon Quest : la quête de Dai : Sam
- 1998-2003 : La Famille Delajungle : Debbie Delajungle
- 1999-2001 : Hôpital Hilltop : voix additionnelles

## Théâtre

### Comédienne
- 1986 : Tailleur pour dames, mise en scène Bernard Murat, théâtre des Bouffes-Parisiens, dans le rôle de Pomponnette[7].
- 1992 : Pygmalion, mise en scène Bernard Murat, théâtre de Paris[8]

## Présentatrice de télévision
- 1997/98 : Les Petits Bonheurs de Stéphanie (Canal + ; émission de Jérôme Bonaldi)

## Publication
- 2019: Même pas moi, éditions Stock[9]

## Expositions
- Juin 2011- Photographe 55 écrivaines, exposition à la Galerie Dupin (Paris 6e)
- Juin 2016- Photographe 55 politiques, exposition à la Galerie Dupin (Paris 6e)

## Productrice/ Suerte Productions
- L'Espace d'un instant, réalisé par Alexandre Athane, 2015
- A Peine, réalisé par Vincent Cappello, 2015
- Monsieur Hernst, réalisé par Vincent Cappello
- 55 écrivaines et 55 Femmes politiques, expositions photo, Galerie Dupin

## Distinctions

### Récompenses
- Festival de Sarlat 2004 : Prix de la jeunesse pour Victoire
- Festival de Sarlat 2013 : Prix du public pour Max[10]
- Festival des avant-premières de Cosne-Cours-sur-Loire 2015 : meilleur court métrage pour Samedi soir[11]
- Festival de Luchon 2022 : "Meilleur Film" et "Meilleur Acteur" pour Le Colosse aux pieds d'argile
- Monaco Film Festival 2023: "Meilleur Film" et "Prix Spécial du jury" pour Le Colosse aux pieds d'argile
- Seoul Drama Award 2023: "Meilleur Scenario", "Meilleure Réalisatrice", " Grand Prix du Jury" pour Le Colosse aux pieds d'argile
- International Drama Awards " Best Award" du meilleur film pour " le Colosse aux pieds d'argile"
- Prix Média Enfance Majuscule 2024, catégorie Fiction pour Le colosse aux pieds d'argile